# Departamento San Alberto
San Alberto es un departamento en la provincia de Córdoba (Argentina).
Limita al sur con el Departamento San Javier, al este con los departamentos de Santa María y Punilla al oeste con las provincias de La Rioja y San Luis al norte con el Departamento Pocho, al noreste con el departamento Cruz del Eje y al Sureste con el Departamento Calamuchita.

## Formación política

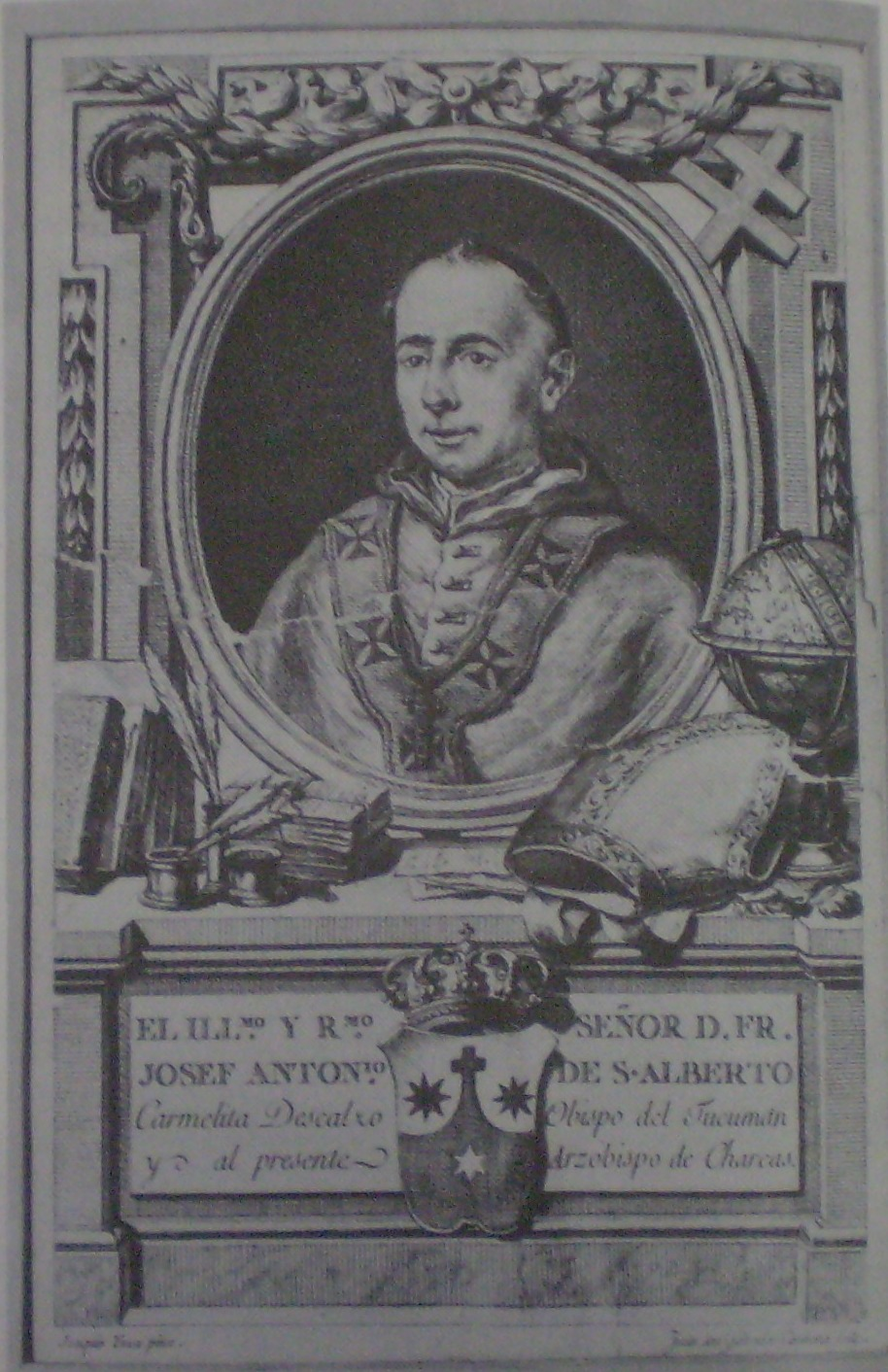
José Antonio San Alberto.

Este departamento estuvo incluido en la antigua jurisdicción de San Javier, hasta que en diciembre de 1858, bajo el gobierno de Mariano Fragueiro, se dispuso su separación del mismo. El nombre de San Alberto estuvo motivado en el homenaje a quien fuera obispo de Córdoba entre 1778 y 1784, Fray José Antonio de San Alberto.
San Alberto, con 3327 km², está dividido actualmente en siete pedanías y su cabecera es Villa Cura Brochero.

## Economía
El turismo es la actividad económica por excelencia de este departamento, que abarca casi todo el valle de Traslasierra, especialmente en los últimos años, ya que la finalización del Camino de las Altas Cumbres ha potenciado a este sector.
La presencia de la Pampa de Pocho en el norte departamental, permite las actividades agrícolas y ganaderas. Las primeras no llegan a tener relevancia, siendo los cultivos más representativos el maíz y la soja; en cambio, hay algunos rodeos que sí son de relevancia, como los caprinos, los ovinos, los mulares, los equinos y los bovinos, entre otros.
Finalmente, y de la mano del turismo, hay un gran desarrollo de la elaboración de dulces, conservas y alfajores.

## Pedanías
Para los fines catastrales el departamento se divide en nueve pedanías: 
- Ámbul
- Carmen
- Mina Clavero
- Nono
- Panaholma
- San Pedro
- Toscas
- Tránsito
- Villa Cura Brochero

## Localidades y gobiernos locales
El departamento comprende 12 gobiernos locales, cuyos ejidos municipales si bien son colindantes, no ocupan la totalidad del territorio departamental. 
Se encuentran categorizados en 5 municipios:
- Mina Clavero
- Nono
- San Pedro
- Villa Cura Brochero
- Villa Sarmiento

Y 8 comunas:
- Ámbul
- Arroyo de Los Patos
- Las Calles
- Las Rabonas
- Panaholma
- San Lorenzo
- San Vicente
- Sauce Arriba

Hay otras 8 localidades que no se constituyen en gobiernos locales y por tanto no posee ejido municipal ni autoridades propias:
- El Huayco, dentro del ejido de la comuna de Las Calles.
- La Cortadera, dentro del ejido del municipio de San Pedro.
- Las Oscuras
- Los Callejones, dentro del ejido del municipio de San Pedro.
- Mussi, dentro del ejido de la comuna de Ámbul.
- San Huberto, dentro del ejido del municipio de Nono.
- San Martín, dentro del ejido de la comuna de San Vicente.
- Tasna, dentro del ejido del municipio de San Pedro.

## Demografía

### Estructura
Según el censo 2022 la población total del departamento es de 42 166 personas, repartidas en 21 584 mujeres y 20 582 hombres, con un índice de masculinidad de 95,3 hombres por cada 100 mujeres. 
La edad mediana de la población es de 33 años (34 años entre las mujeres y 32 años entre los hombres).
El 12,5% de la población tiene más de 65 años (frente al 9,9% en 2010), y el 2,6% de la población tiene más de 80 años (frente al 2,2% en 2010)

### Salud y educación
El 47,1% de la población tiene al menos un tipo de cobertura de salud, siendo el departamento con el menor porcentaje de cobertura de la provincia. 
Unas 12 689 personas asisten a algún tipo de establecimiento educativo de cualquier nivel y unas 4 409 personas tienen un título terciario o superior (16,2% sobre el total de la población instruida). La tasa de alfabetización es del 99,7

### Migraciones
De las personas residentes en el departamento, unas 7 346 (17,4% del total de población) nacieron en otra provincia, y unas 391 (0,9% del total de población) lo hicieron fuera del país, siendo los grupos de inmigrantes más numerosos los provenientes de:
- Bolivia: 44 personas
- España: 33 personas
- Paraguay: 33 personas
- Uruguay: 29 personas
- Italia: 22 personas

### Hogares
En el departamento hay un total de 19 353 viviendas  y 14 665 hogares. 
En cuanto al régimen de tenencia y regularidad de la propiedad de las viviendas, el 64,9% es propia, el 17,0% es alquilada, el 8,3% es cedida o prestada, y el resto se encuentra en otra situación.
Sobre el total de hogares, 12 372 (84,3% del total) tienen acceso a red pública de agua corriente, solo 293 (2,0% del total) tienen desagüe y descarga a red pública cloacal, solo 502 (3,4% del total) tienen acceso a red pública de gas, y 7 961 (54,3% del total, pocentaje más bajo de la provincia) tienen acceso a red de internet en la vivienda. 

## Sismicidad
La sismicidad de la región de Córdoba es frecuente y de intensidad baja, y un silencio sísmico de terremotos medios a graves cada 30 años en áreas aleatorias. Sus últimas expresiones se produjeron:
- 22 de septiembre de 1908 (116 años), a las 17.00 UTC-3, con 6,5 Richter, escala de Mercalli VII; ubicación 30°30′0″S 64°30′0″O / -30.50000, -64.50000; profundidad: 100 km; produjo daños en Deán Funes, Cruz del Eje y Soto, provincia de Córdoba, y en el sur de las provincias de Santiago del Estero, La Rioja y Catamarca[25]

- 16 de enero de 1947 (78 años), a las 2.37 UTC-3, con una magnitud aproximadamente de 5,5 en la escala de Richter (terremoto de Córdoba de 1947)[24]

- 28 de marzo de 1955 (70 años), a las 6.20 UTC-3 con 6,9 Richter: además de la gravedad física del fenómeno se unió el desconocimiento absoluto de la población a estos eventos recurrentes (terremoto de Villa Giardino de 1955)

- 7 de septiembre de 2004 (20 años), a las 8.53 UTC-3 con 4,1 Richter

- 25 de diciembre de 2009 (15 años), a las 21.42 UTC-3 con 4,0 Richter